# Carlos Martínez Marín
Carlos Martínez Marín (Santiago de Querétaro, Querétaro, 13 de febrero de 1924, Ciudad de México, 12 de mayo de 2020) fue un historiador, investigador y académico mexicano. Se especializó en la historia prehispánica, en particular de los mexicas, y en la historia económica novohispana. Estudió historia del arte en diversos periodos de la historia nacional, así como etnohistoria, aunque sus intereses lo llevaron a ser un profundo conocedor de todas las etapas de la historia de México. 

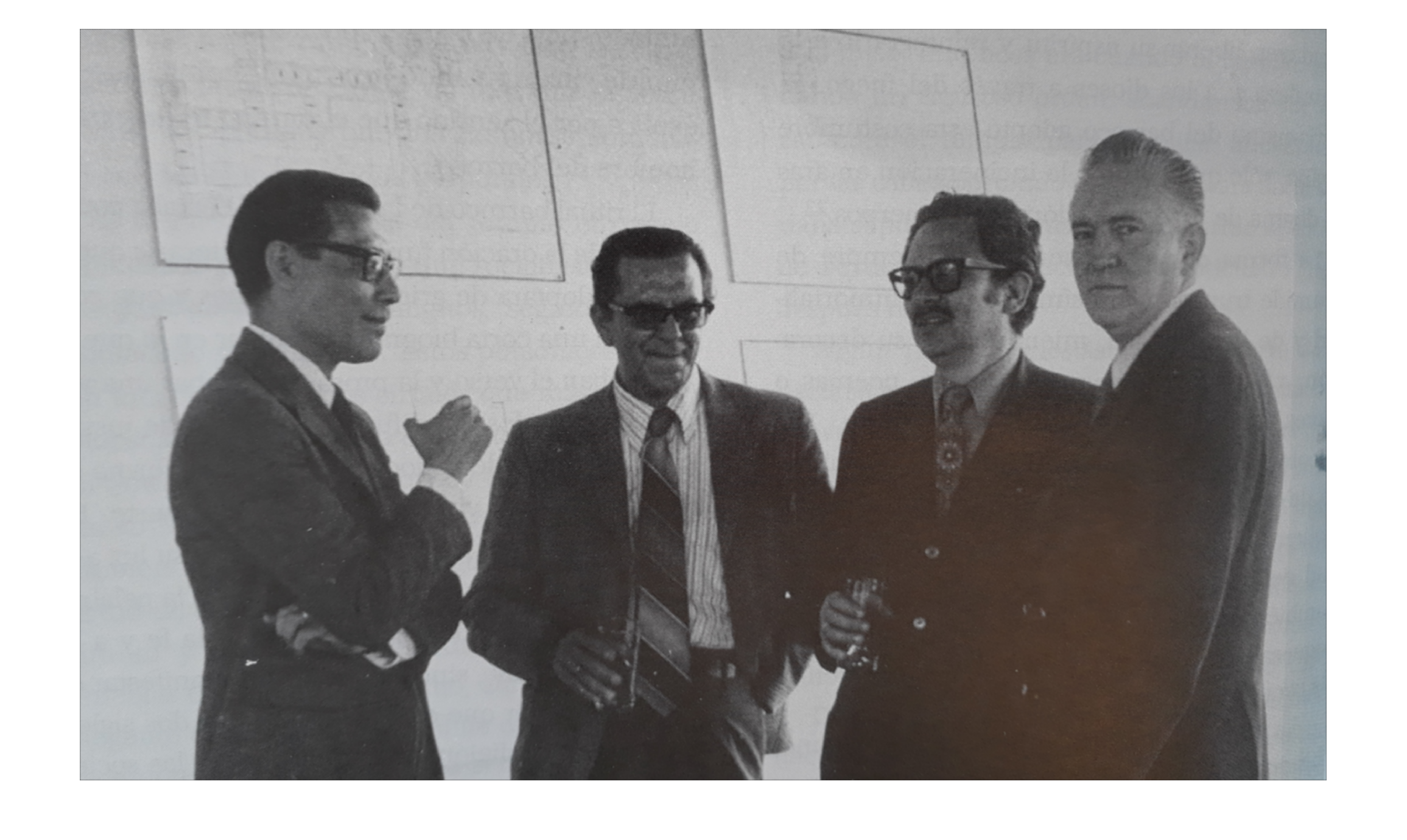
Photograph of Carlos Chanfon, Constantino Reyes-Valerio, Carlos Martínez Marin and Jorge Gurria

## Semblanza biográfica
De acuerdo a sus propias declaraciones, su nacimiento fue registrado en Querétaro por razones circunstanciales de la ocupación de su padre, pero en realidad ocurrió en Empalme Escobedo, Guanajuato. Por tal motivo siempre se ha definido como guanajuatense y no como queretano; la mayor parte de su vida ha radicado en la Ciudad de México. Durante su juventud, vivió en los barrios de San Pedro de los Pinos, Guadalupe Inn, Mixcoac, Roma Sur y Tacubaya. Estudió en el Colegio Francés de los hermanos maristas, en el Centro Escolar Benito Juárez y en la Escuela Abraham Castellanos.
Siendo estudiante, trabajó en la Dirección General de Estadística, ingresó a la Escuela Nacional Preparatoria con la intención original de estudiar más tarde la carrera de medicina. Sin embargo, asistió como oyente a la Facultad de Filosofía y Letras de la Universidad Nacional Autónoma de México (UNAM), decidiendo estudiar la carrera de historia. Fue discípulo de Salvador Toscano, Francisco de la Maza, Arturo Arnaiz y Freg, Rafael García Granados y Ernesto de la Torre Villar. Por otra parte, fue compañero de estudios de Martín Quirarte y Jorge Gurría Lacroix. Estudió Etnohistoria en la Escuela Nacional de Antropología e Historia (ENAH), donde obtuvo la maestría en Historia y el doctorado en Historia de México. 
Ha trabajado en el Instituto Nacional de Antropología e Historia (INAH) como investigador de Ciencias Histórico-Geográficas; y en el Instituto de Investigaciones Históricas de la UNAM, como investigador de tiempo completo desde 1954. Es profesor desde 1970 en la División de Estudios de Posgrado de su alma mater, además, ha impartido clases en la Escuela Nacional de Restauración de Bienes Culturales del INAH y en el Centro de Restauración de la Unesco en México.
Fue nombrado miembro de número de la Academia Mexicana de la Historia en 1971, ocupó el sillón N° 24, renunció en 2005.

## Obras publicadas
- El Códice Laud, en 1961.
- Tepeapulco, en 1982.
- Conventos hidalguenses del siglo XVI, en 1983.
- El Lienzo de Tlaxcala, en 1983.
- Tetela del Volcán, su historia y su convento, en 1984.

Entre sus artículos sobre historia del arte prehispánico y etnohistoria destacan:
- "El dibujo arqueológico de José María Velasco"
- "Los libros pictóricos de Mesoamérica"
- "La migración acolhua del siglo XIII"
- "La cultura de los mexicas durante la migración"
- "La peregrinación de los aztecas"
- "El desarrollo histórico de los mexicas"
- "Santuarios y peregrinaciones en el México prehispánico"
- "La aculturación indo-española de la época del descubrimiento de México"